# Обшивка судна

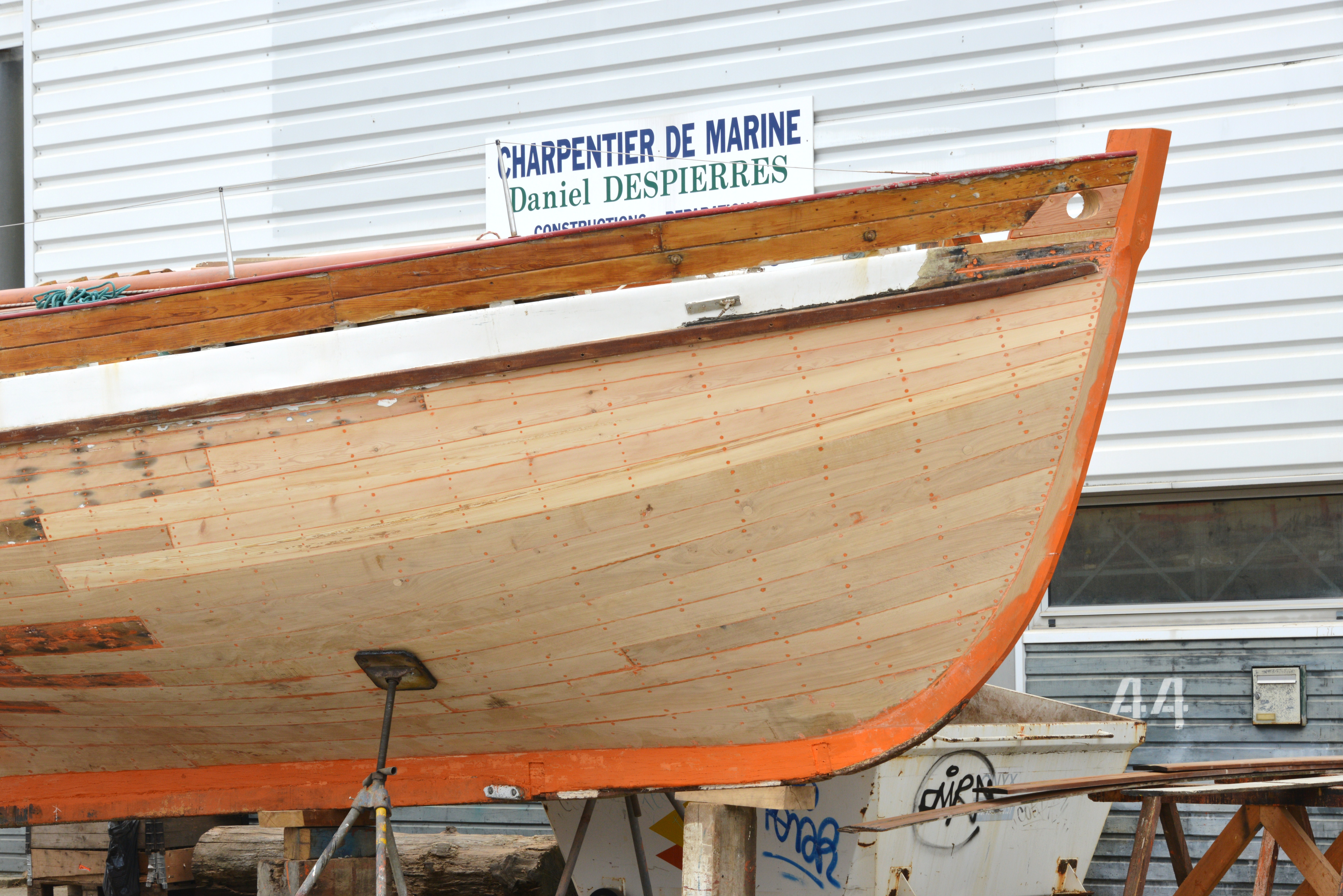
Дерев'яна обшивка

Обшивка судна — оболонка корпусу судна (корабля), яка прикріплена до набору і утворює корпусні обводи. Обшивка поділюється на водонепроникну зовнішню, яка є водночас і однією з головних поздовжніх в'язей корпусу (забезпечує до 85 % його загальної міцності), та внутрішню, яка найчастіше не є герметичною, і служить для тепло- і звукоізоляції приміщень та декоративних цілей. Зовнішня обшивка корпусу судна і його палубний настил забезпечують міцність та водонепроникність. Роботи з накладання обшивки називаються обшиванням (обшиттям), часткова або повна заміна обшивки на дерев'яному судні або накладення поверх неї нового шару дощок — тимберуванням.

Обшивка по технології шипового з'єднання, що застосовувалося на трієрах

Зовнішня обшивка може бути дерев'яною, металевою, шкіряною або пластиковою, внутрішня ж виконується з тонких металевих листів, пластику, дерева та інших матеріалів.

## Дерев'яна обшивка
Дерев'яна обшивка використовується переважно на суднах з дерев'яним набором, хоча історично відомі й судна з обшитим деревом металевим набором (композитні, прикладом є «Катті Сарк»), а також судна з дерев'яною обшивкою поверх металевої.
Дерев'яну обшивку утворюють пояси — поздовжні ряди дощок, які кріпляться до шпангоутів набору від кіля до верхніх бімсів. На невеликих човнах пояс складається з однієї довгої дошки. На дерев'яних суднах більшого розміру пояс утворюють кілька дощок, що з'єднуються торцями або косим стиком, або прямим з накладкою. З'єднання двох сусідніх дощок одного пояса утворює стик, а з'єднання поясів між собою — паз. Кріплення дощок до набору може бути різноманітним: на дерев'яних нагелях, цвяхах, дроті з проклеюванням, існує спосіб кріплення обшивки за допомогою мотузок, гнучких гілок або коріння (технологія зшитих суден).
Для забезпечення герметичності пази і стики обшивки проконопачують, а потім заливають смолою чи спеціальною сумішшю (з гарпіусу, сала і сірки).

Обшиття встик (праворуч) і внапусток (ліворуч)

### Обшивка встик
При обшиванні встик обшивні дошки кладуть так, щоб крайки дощок сусідніх поясів прилягали одна до однієї, отже, забезпечується гладка, рівна без уступів поверхня. Такий спосіб має ту перевагу, що гладка поверхня корпусу створює найменший опір води рухові судна.
На невеликих суднах може застосовуватися обшиття на пазових рейках — у ній пази між окремими поясами зсередини закриваються поздовжніми рейками. Існують 2 різновиди такої обшивки: з рейками, що врізаються в шпангоути, і з рейками, що укладаються поверх шпангоутів.

### Обшивка внапусток (клінкер)
При обшиванні внапусток (внапуск, внакрив) обшивні дошки кладуть так, щоб в двох суміжних поясах нижня крайка дошки верхнього пояса лежала на верхній крайці дошки нижнього пояса.

## Металева обшивка

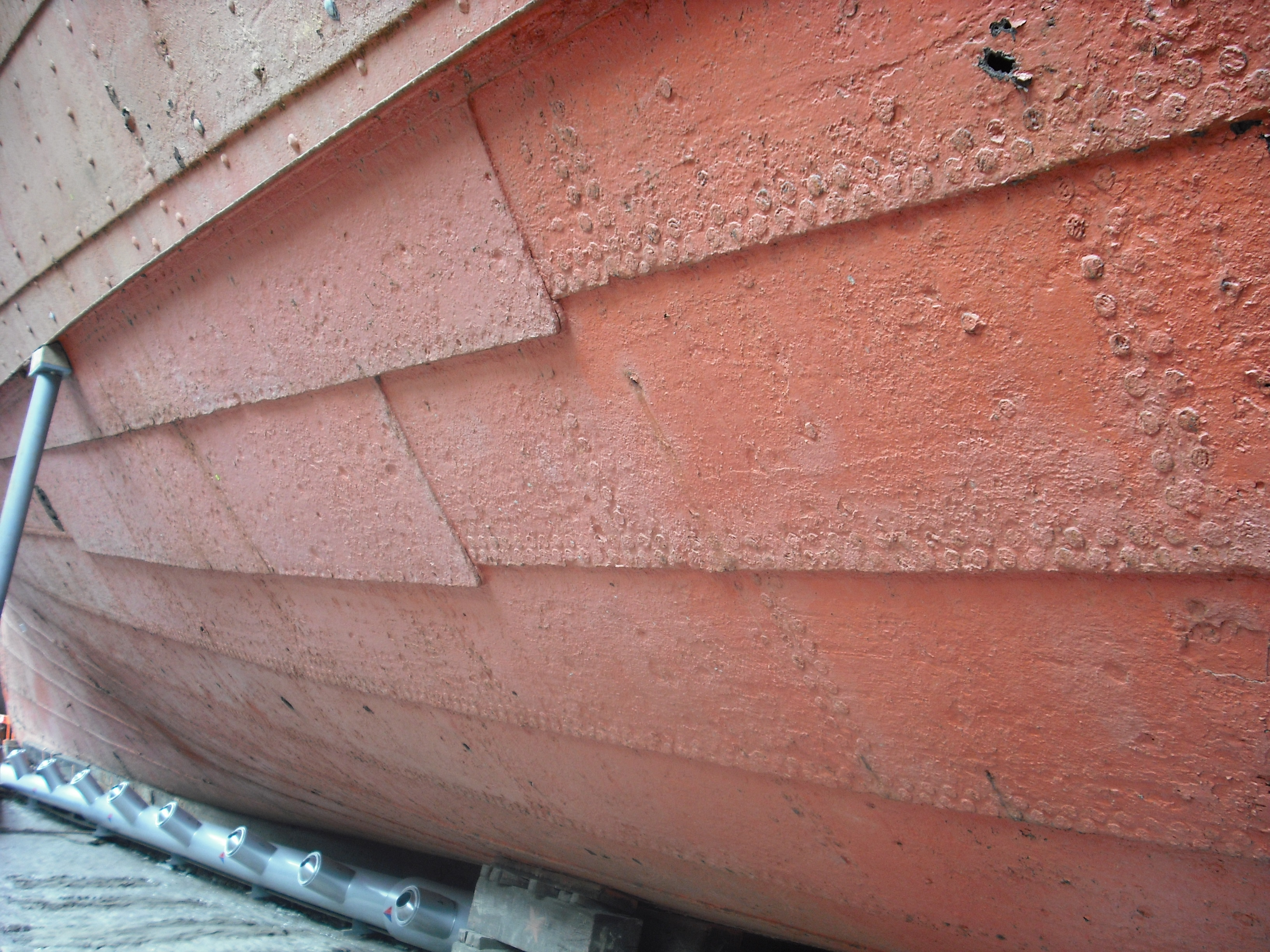
Клепаний корпус зі з'єднанням листів обшивки внапусток

Металева обшивка складається з металевих листів, які приклепуються або приварюються до зовнішніх полиць кутиків і швелерів набору. Поздовжній ряд листів утворює пояс обшивки. На металевих клепаних корпусах листи з'єднуються між собою (внапусток, рідше встик на стиковій планці) і з набором заклепками, на зварних корпусах листи з'єднуються між собою встик і з набором зварюванням. З'єднання внапусток може здійснюватися кількома способами: з фланцюванням крайок, без фланцювання з використанням клинових прокладок та ін.; з'єднання встик — з використанням стикових планок, з накладенням верхнього шару листів у місці стиків (накривного пояса) та ін. Міцність клепаного шва нижча порівняно з міцністю перерізу листа, тому на клепаних корпусах роблять так званий рознос стиків — зміщення листів по довжині, щоб шви між листами суміжніх поясів не утворювали суцільних ліній. На зварних корпусах рознос стиків робити необов'язково. Фальшборт на зварних корпусах довжиною понад 80 м не приварюють до ширстрека, а кріплять до нього заклепковим з'єднанням (або не кріплять взагалі, залишаючи між ними зазор 10-15 см), оскільки тріщини, що нерідко утворюються на фальшборті, через зварний шов можуть перейти на ширстрек.
У районі виходу гребного вала встановлюється вигнутий лист обшивки — викружка. Як правило, для підвищення ККД рушія на двогвинтових суднах викружкам надається така геометрична форма, щоб набіжний потік води, потрапляючи в район гребного гвинта, закручувався в напрямку, протилежному обертанню гвинта.
Клепані корпуси, як і дерев'яні, теж конопатять, на зварних корпусах, завдяки герметичності зварних швів, необхідність у цьому відпадає.

## Мідна обшивка
Для захисту залізних і сталевих корпусів від обростання черепашками, а дерев'яних, крім того, від пошкодження корабельним червем з кінця XVIII століття застосовувалося обшиття підводної частини корпусу мідними листами. Листова мідь, використовувана для цієї мети, мала бути товщиною від 2,5 до 3 мм. З початку XX століття обшиття міддю виходить з ужитку внаслідок своєї дорожнечі, замінюючись спеціальними фарбами, а також поширенням практики застосування для суднової обшивки спеціальних видів сталі.

## Внутрішня обшивка
Крім зовнішньої, корпус корабля часто має і внутрішню обшивку, яка накладається зсередини на шпангоути (стрингери). На дерев'яних суднах поверх внутрішньої обшивки можуть накладатися ридерси (від англ. riders) — діагональні залізні смуги, що йдуть від кільсона до нижньої палуби і служать для посилення міцності корпусу.

## Обшивка трюмів і твіндеків
Для захисту набору корпусу судна і вантажу від пошкоджень при укладанні останнього в трюм (твіндек) або зміщенні його при хитавиці застосовують обшивку трюму і твіндеку. Вона може складатися з рівновіддалених один від одного горизонтальних брусків (рибинсів) або бути суцільною зі щитів, що закріплюються на балках набору вантажних приміщень суховантажних суден.